# ثوم تيانشاني
ثوم تيانشاني (الاسم العلمي: Allium tianschanicum) هو نوع من النباتات يتبع جنس الثوم من الفصيلة النرجسية. سمي هذا النوع نسبةً إلى جبال تيان شان.